# Policy mix
Policy mix – wypadkowa decyzji władz odpowiedzialnych za politykę monetarną i władz odpowiedzialnych za politykę fiskalną, występująca w danym okresie. 
Zazwyczaj przedstawiany jest w układzie współrzędnych, gdzie na jednej osi uwidocznione jest nastawienie polityki pieniężnej (monetary loosening, monetary tightening), najczęściej mierzone zmianami realnych krótkoterminowych stóp procentowych. Druga oś reprezentuje nastawienie fiskalne (ang. fiscal loosening, fiscal tightening), najczęściej wyrażone zmianami salda pierwotnego sektora finansów publicznych, skorygowanego o wahania cykliczne, (CAPB, ang. cyclically-adjusted budget balances). Taka konstrukcja wykresu prowadzi do powstania czterech głównych obszarów, odpowiadających ćwiartkom układu współrzędnych, o różnych kombinacjach nastawienia polityki pieniężnej i fiskalnej, przy czym za opcję najbardziej pożądaną w długim okresie uważa się skupienie punktów (odpowiadających nastawieniu w kolejnych latach) możliwie blisko początku układu współrzędnych.

## Charakterystyka mierzenia policy mix
Poza wymienionymi powyżej miarami nastawienia polityki pieniężnej i fiskalnej, przy pomiarze policy mix wykorzystywane są także następujące indeksy: FCI (ang. fiscal condition index) i MCI (ang. monetary condition index). Proponuje się też wykorzystywać dla mierzenia nastawienia polityki pieniężnej – zmienności PKB, podaży pieniądza (M3) i inflacji. Dla mierzenia nastawienia polityki fiskalnej – zmienności salda sektora finansów publicznych lub salda strukturalnego tego sektora. Generalnie zdecydowanie odrzuca się wykorzystanie do mierzenie nastawienia polityki fiskalnej takich zmiennych jak saldo budżetu państwa czy saldo pierwotne, jako niewłaściwe.
Wybór miar to jedno, kolejnym zagadnieniem jest przyjęcie zakresu ich zmienności określających nastawienie stosownej polityki i jej zakres stopniowalności, np. od łagodnie ekspansywnej (restrykcyjnej), przez ekspansywną (restrykcyjną) do bardzo ekspansywnej (restrykcyjnej), co też nie jest wystandaryzowane.